# Felicity Jones
Felicity Rose Hadley Jones (Birmingham, 17 ottobre 1983) è un'attrice britannica.
Ha debuttato sul grande schermo con il film  L'abbazia di Northanger (2007), continuando a recitare in Ritorno a Brideshead (2008), Chéri (2009), The Tempest (2010), Like Crazy (2011), The Invisible Woman (2013). Ha ricevuto il plauso di pubblico e critica per la sua interpretazione di Jane Wilde Hawking nella pellicola biografica La teoria del tutto (2014), per il quale ha ottenuto la sua prima candidatura al Golden Globe per la migliore attrice in un film drammatico, al BAFTA alla migliore attrice protagonista, al Critics Choice Award alla migliore attrice, allo Screen Actors Guild Award per la migliore attrice cinematografica e al Premio Oscar alla miglior attrice. 
I suoi successivi ruoli figurano nei film Rogue One: A Star Wars Story (2016), Sette minuti dopo la mezzanotte (2016), Inferno (2016), Una giusta causa (2018), The Aeronauts (2019), The Midnight Sky (2020), L'ultima lettera d'amore (2021) e The Brutalist (2024), per il quale ha ricevuto la sua seconda candidatura al Golden Globe, al Premio BAFTA e al Premio Oscar nella sezione miglior attrice non protagonista.

## Biografia
Nata e cresciuta a Birmingham, sua madre lavorava nella pubblicità, mentre il padre era un giornalista. I suoi genitori divorziarono quando lei aveva solo 3 anni, e lei e il fratello maggiore vennero affidati alla madre. In alcune interviste ha affermato di non essere in buoni rapporti con la sua famiglia che lei stessa ha definito "estremamente chiusa". Ha anche origini italiane: una sua trisavola era originaria di Lucca.
Si è laureata in inglese all'Università di Oxford, presso il Wadham College. Nel 2005 si unisce alla Oxford University Dramatic Society apparendo in alcuni spettacoli come La commedia degli errori di Shakespeare, accanto a Harry Lloyd. Incoraggiata a studiare recitazione dalla madre e dallo zio attore Michael Hadley, già all'età di 11 anni apparve in serie TV che le diedero rilevanza. Dopo un abbandono delle scene per qualche anno, ritorna nel 2008 ottenendo piccoli ruoli in film indipendenti e soap opere inglesi.
Nel 2010 partecipa al film Hysteria nelle vesti della figlia minore del Dr. Dalrymple, Emily Dalrymple. È protagonista nel film Chalet girl del 2011. Ma il suo vero debutto è nel 2011 quando viene scelta come protagonista per la commedia drammatica Like Crazy, dove recita al fianco di Anton Yelchin; per la sua interpretazione vince diversi premi tra cui quello del Sundance Film Festival 2011 come miglior performance drammatica. Nel 2014 è la protagonista femminile del film biografico La teoria del tutto insieme a Eddie Redmayne, interpretazione che le vale la sua prima nomination agli Oscar come migliore attrice protagonista.
Nel 2015 prende parte alle riprese di Inferno, terzo capitolo della saga di Robert Langdon tratta dai romanzi di Dan Brown, nel ruolo della coprotagonista Sienna Brooks, al fianco di Tom Hanks, e viene scelta, nel ruolo di Jyn Erso, come protagonista di Rogue One: A Star Wars Story, spin-off della saga di Guerre stellari uscito il 15 dicembre 2016.

## Vita privata
Nel giugno 2018 si è sposata con il direttore artistico Charles Guard. Il primo figlio della coppia è nato nell'aprile 2020.

## Filmografia

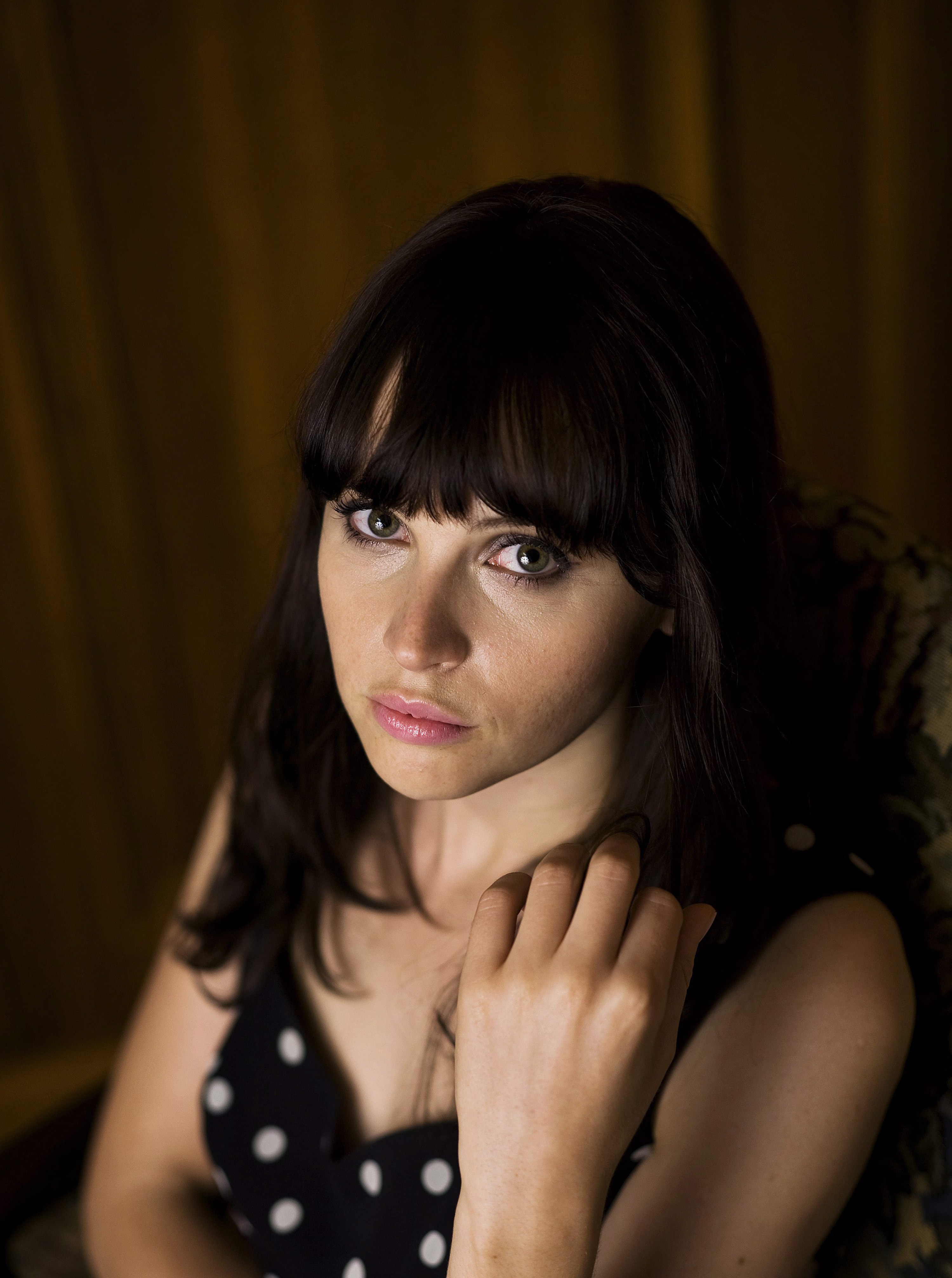
Felicity Jones in una foto promozionale del 2011

### Attrice

#### Cinema
- L'abbazia di Northanger (Northanger Abbey), regia di Jon Jones (2007)
- Flashbacks of a Fool, regia di Baillie Walsh (2008)
- Ritorno a Brideshead (Brideshead Revisited), regia di Julian Jarrold (2008)
- Chéri, regia di Stephen Frears (2009)
- L'ordine naturale dei sogni (Cemetery Junction), regia di Ricky Gervais e Stephen Merchant (2010)
- Soulboy, regia di Shimmy Marcus (2010)
- The Tempest, regia di Julie Taymor (2010)
- Like Crazy, regia di Drake Doremus (2011)
- Albatross, regia di Niall MacCormick (2011)
- Chalet Girl, regia di Phil Traill (2011)
- Hysteria, regia di Tanya Waxler (2011)
- Bella giornata per un matrimonio (Cheerful Weather for the Wedding), regia di Donald Rice (2012)
- Passione innocente (Breathe In), regia di Drake Doremus (2013)
- The Invisible Woman, regia di Ralph Fiennes (2013)
- The Amazing Spider-Man 2 - Il potere di Electro (The Amazing Spider-Man 2), regia di Marc Webb (2014)
- La teoria del tutto (The Theory of Everything), regia di James Marsh (2014)
- True Story, regia di Rupert Goold (2015)
- Autobahn - Fuori controllo (Collide), regia di Eran Creevy (2016)
- Sette minuti dopo la mezzanotte (A Monster Calls), regia di Juan Antonio Bayona (2016)
- Inferno, regia di Ron Howard (2016)
- Rogue One: A Star Wars Story, regia di Gareth Edwards (2016)
- Una giusta causa (On the Basis of Sex), regia di Mimi Leder (2018)
- The Aeronauts, regia di Tom Harper (2019)
- The Midnight Sky, regia di George Clooney (2020)
- L'ultima lettera d'amore (The Last Letter from Your Lover), regia di Augustine Frizzell (2021)
- Dead Shot - Vendetta disperata (Dead Shot), regia di Tom e Charles Guard (2023)
- The Brutalist, regia di Brady Corbet (2024)

#### Televisione
- The Treasure Seekers – film TV, regia di Juliet May (1996)
- Scuola di streghe (The Worst Witch) – serie TV, 11 episodi (1998-1999)
- Weirdsister College – serie TV, 13 episodi (2001-2002)
- Servants – miniserie TV, 6 episodi (2003)
- L'abbazia di Northanger (Northanger Abbey) – film TV, regia di Jon Jones (2007)
- Cape Wrath - Fuga dal passato (Cape Wrath) – serie TV, 8 episodi (2007)
- Doctor Who – serie TV, 1 episodio (2008)
- Il diario di Anna Frank (The Diary of Anne Frank) – miniserie TV, 5 episodi (2009)
- Page Eight – film TV, regia di David Hare (2011)
- Girls – serie TV, 1 episodio (2014)
- In guerra tutto è concesso (Salting the Battlefield) – film TV, regia di David Hare (2014)

### Doppiatrice
- Star Wars: Forces of Destiny – serie TV (2017)

### Produttrice
- L'ultima lettera d'amore (The Last Letter from Your Lover), regia di Augustine Frizzell (2021)

## Riconoscimenti
- Premio Oscar
  - 2015 – Candidatura per la miglior attrice per La teoria del tutto[9]
  - 2025 - Candidatura alla miglior attrice non protagonista per The Brutalist

- Golden Globe
  - 2015 – Candidatura per la migliore attrice in un film drammatico per La teoria del tutto[10]
  - 2025 – Candidatura per la migliore attrice non protagonista per The Brutalist

- British Academy Film Awards
  - 2015 – Candidatura per la migliore attrice protagonista per La teoria del tutto[11]
  - 2025 – Candidatura per la migliore attrice non protagonista per The Brutalist

- Critics' Choice Awards
  - 2015 – Candidatura per la miglior attrice per La teoria del tutto

- Empire Awards
  - 2012 – Miglior debutto femminile per Like Crazy
  - 2015 – Candidatura per la miglior attrice per La teoria del tutto
  - 2017 – Miglior attrice per Rogue One: A Star Wars Story[12]

- Gotham Independent Film Awards
  - 2011 – Miglior interprete emergente per Like Crazy

- MTV Movie & TV Awards
  - 2017 – Candidatura per il miglior eroe per Rogue One: A Star Wars Story[13]

- National Board of Review
  - 2011 – Miglior performance rivelazione per Like Crazy[14]

- Satellite Award
  - 2015 – Candidatura per la miglior attrice per La teoria del tutto

- Screen Actors Guild Award
  - 2015 – Candidatura per la migliore attrice per La teoria del tutto
  - 2015 – Candidatura per il miglior cast cinematografico per La teoria del tutto

## Doppiatrici italiane
Nelle versioni in italiano delle opere in cui ha recitato, Felicity Jones è stata doppiata da:
- Valentina Favazza in Chéri, Chalet Girl, Hysteria, The Amazing Spider-Man 2 - Il potere di Electro, La teoria del tutto, True Story, Autobahn - Fuori controllo, Sette minuti dopo la mezzanotte, Inferno, Rogue One: A Star Wars Story, Una giusta causa, The Midnight Sky, L'ultima lettera d'amore, Dead Shot - Vendetta disperata
- Chiara Gioncardi in Doctor Who, The Brutalist
- Perla Liberatori in L'abbazia di Northanger, Flashbacks of a Fool
- Federica De Bortoli in Scuola di streghe
- Domitilla D'Amico in Cape Wrath - Fuga dal passato
- Francesca Manicone in Ritorno a Brideshead
- Letizia Scifoni in Il diario di Anna Frank
- Erica Necci in L'ordine naturale dei sogni
- Myriam Catania in Like Crazy
- Gaia Bolognesi in Passione innocente
- Beatrice Caggiula in The Aeronauts

Da doppiatrice è sostituita da:
- Valentina Favazza in Star Wars: Forces of Destiny